# Cleveaceae
Cleveaceae é uma família de hepáticas pertencentes à ordem Marchantiales, classe Marchantiopsida.